# Epilobium coloratum
Epilobium coloratum là một loài thực vật có hoa trong họ Anh thảo chiều. Loài này được Biehler mô tả khoa học đầu tiên năm 1807.

## Hình ảnh

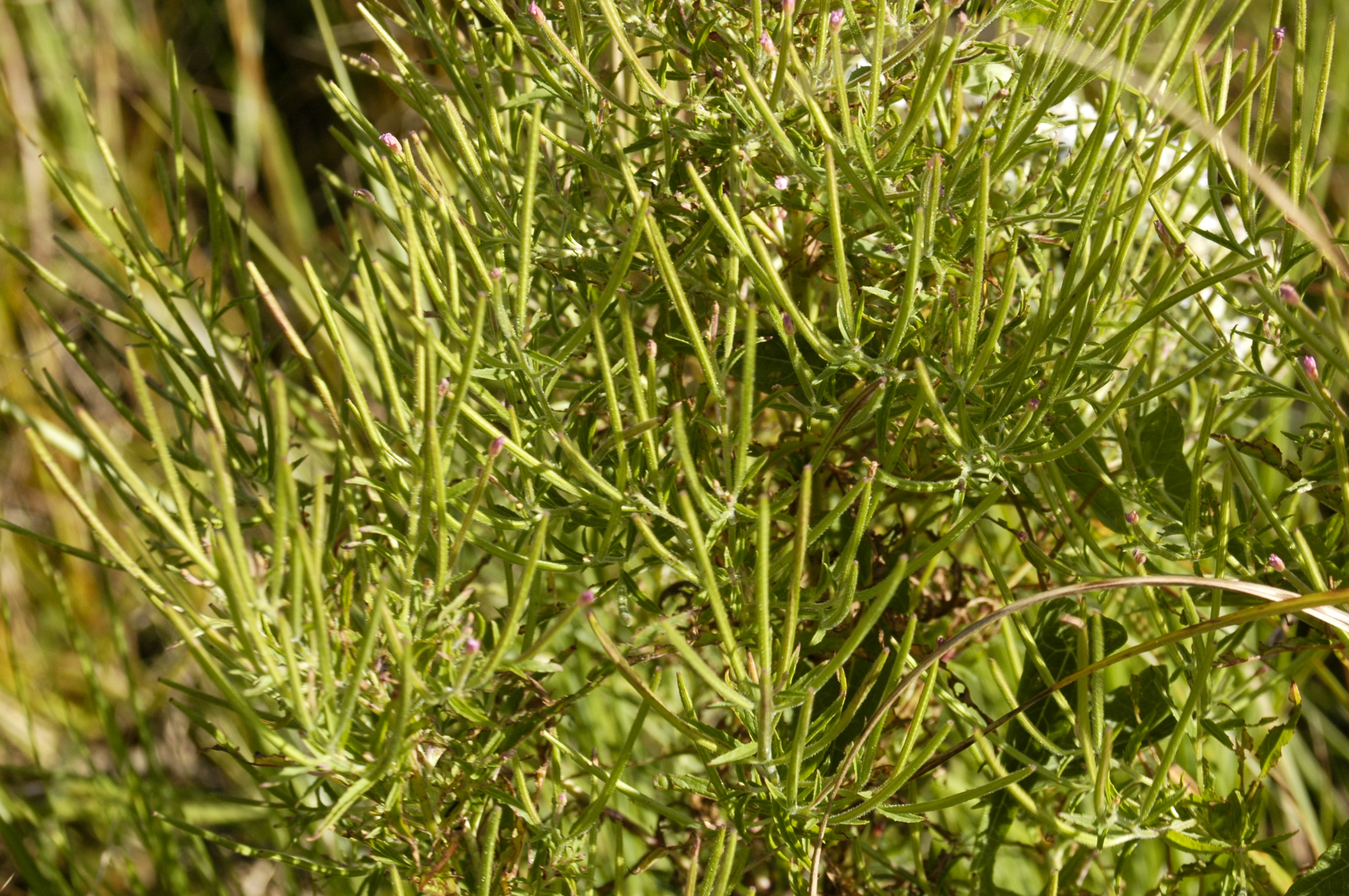
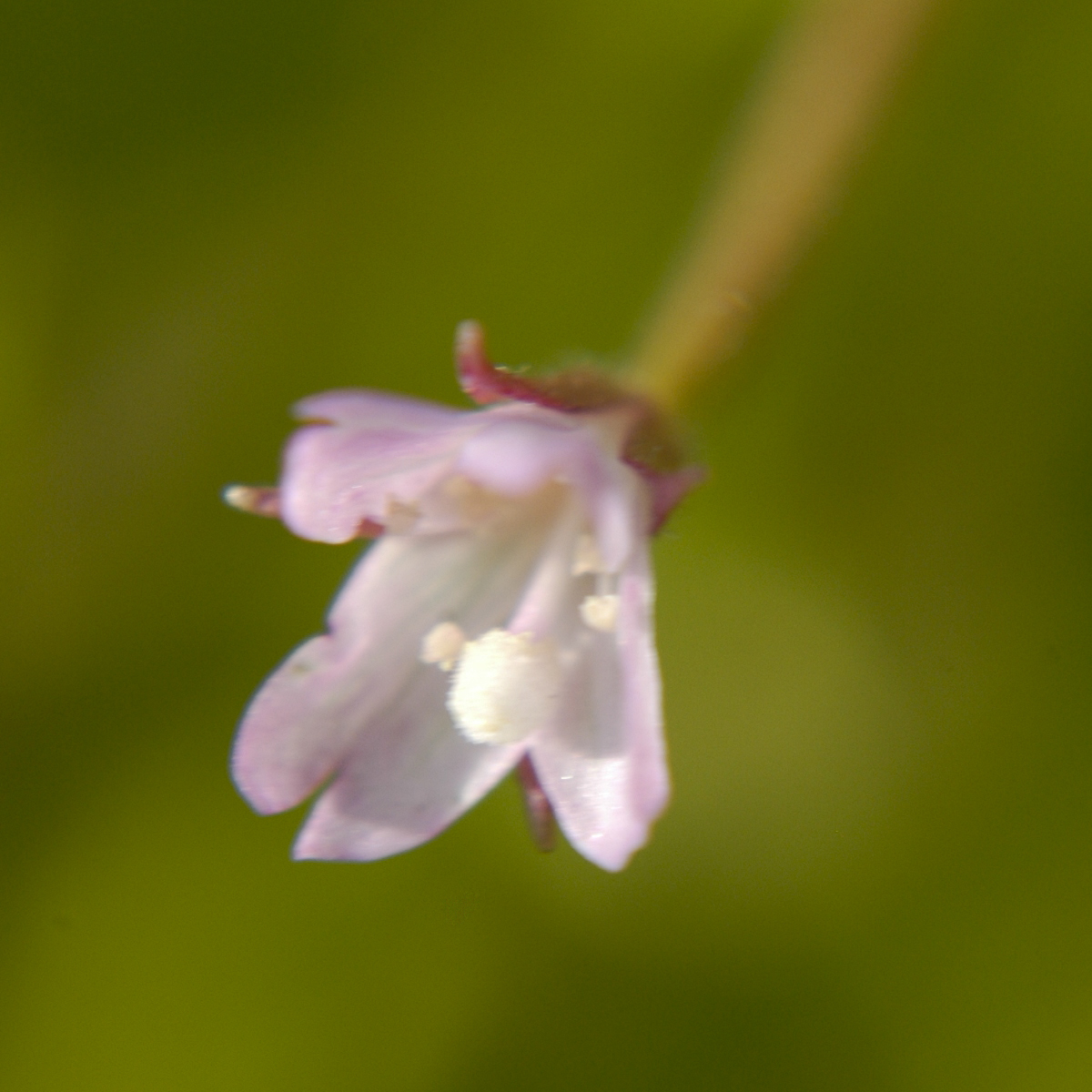
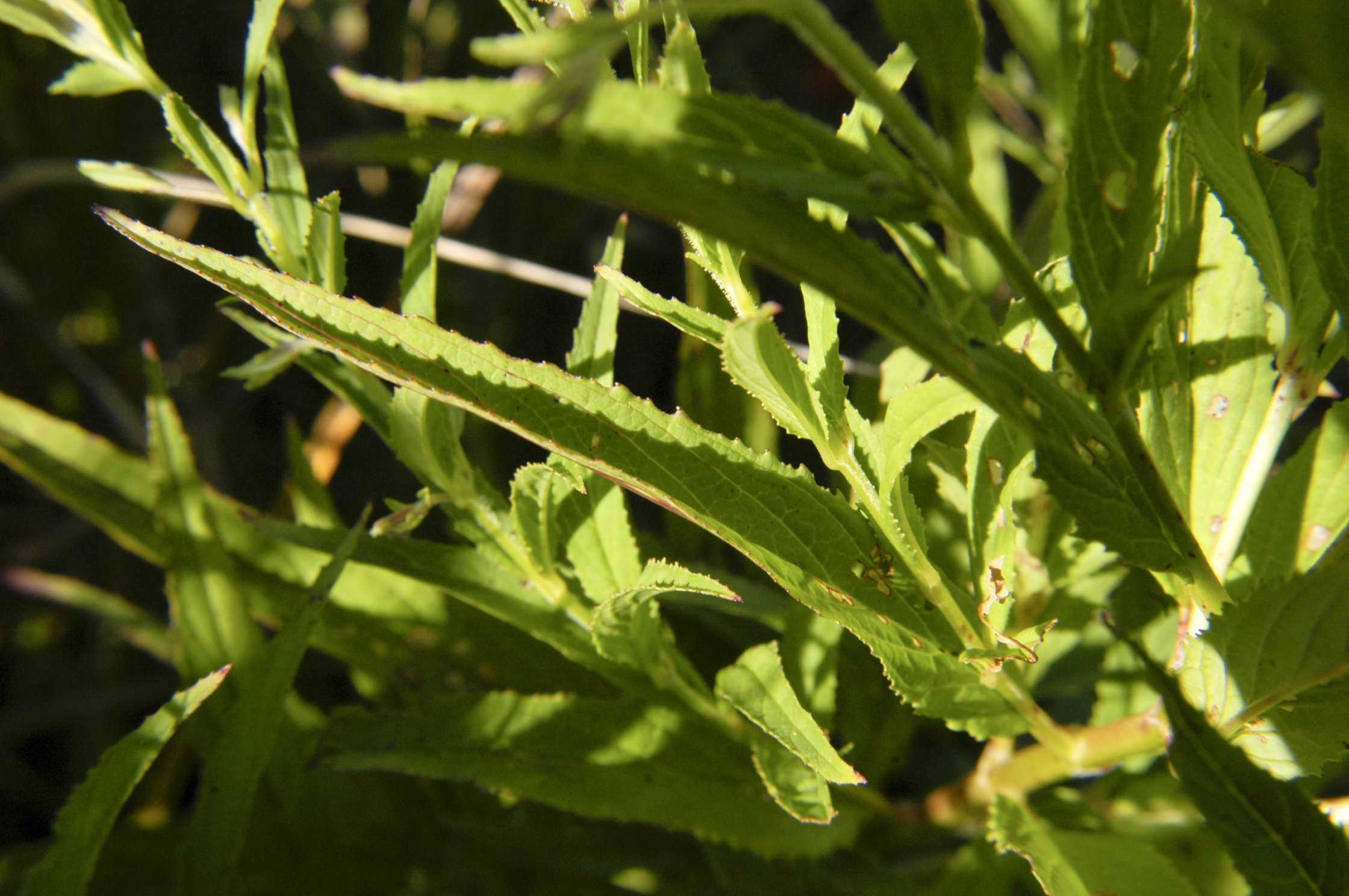
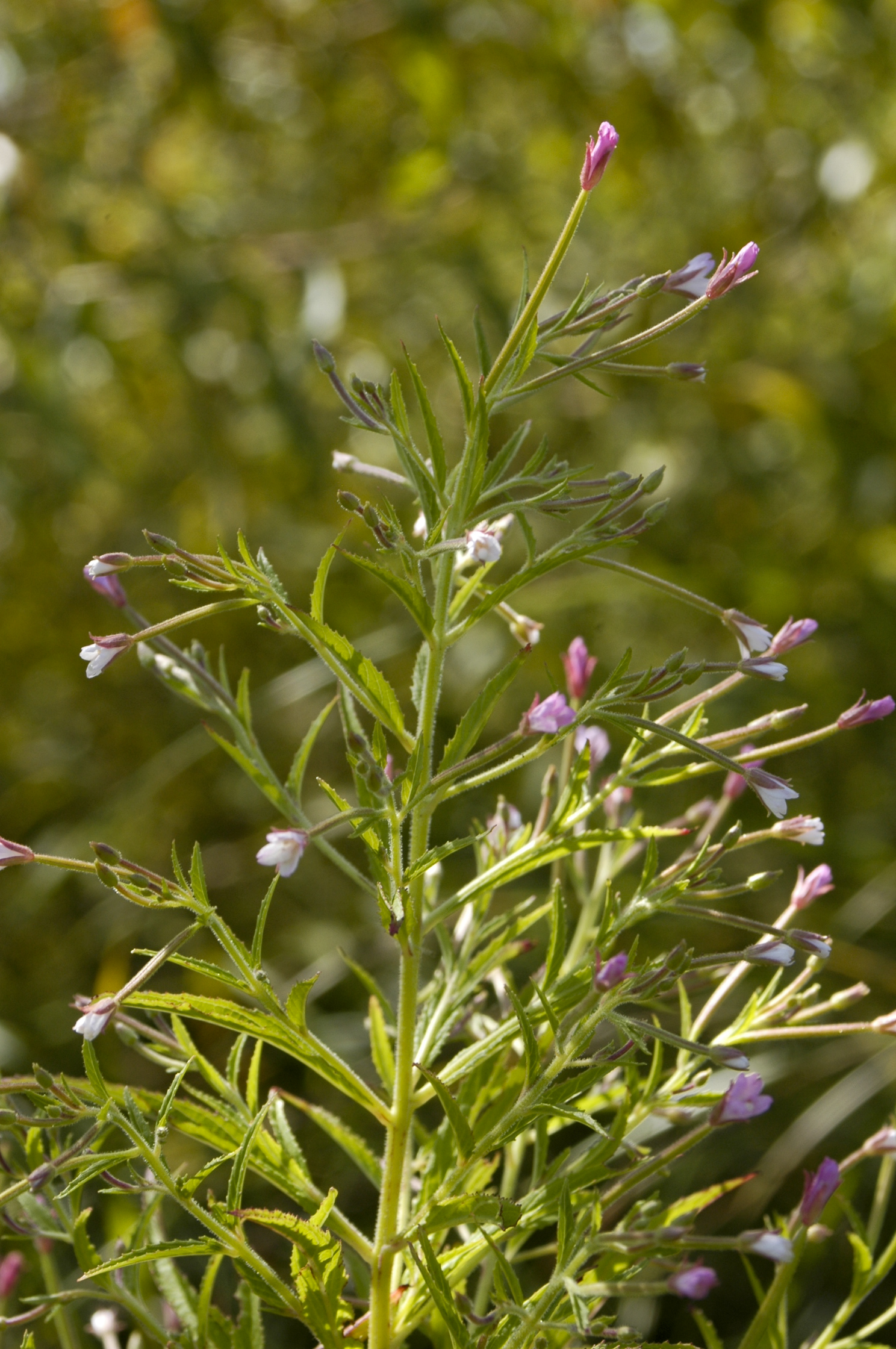